# Resolutie 1290 Veiligheidsraad Verenigde Naties
Resolutie 1290 van de Veiligheidsraad van de Verenigde Naties werd op 17 februari 2000 aangenomen met veertien stemmen voor en één onthouding van China. De resolutie beval Tuvalu aan voor VN-lidmaatschap.

## Inhoud
De Veiligheidsraad bestudeerde de aanvraag voor lidmaatschap van de VN van Tuvalu. De Algemene Vergadering werd aanbevolen om aan Tuvalu het VN-lidmaatschap toe te kennen.

## Verwante resoluties
- Resolutie 1249 Veiligheidsraad Verenigde Naties (1999, Nauru)
- Resolutie 1253 Veiligheidsraad Verenigde Naties (1999, Tonga)
- Resolutie 1326 Veiligheidsraad Verenigde Naties (FRJ)
- Resolutie 1414 Veiligheidsraad Verenigde Naties (2002, Oost-Timor)

Lijst ·  1285 ·  1286 ·  1287 ·  1288 ·  1289 ·  1290 ·  1291 ·  1292 ·  1293 ·  1294 ·  1295 ·  1296 ·  1297 ·  1298 ·  1299 ·  1300 ·  1301 ·  1302 ·  1303 ·  1304 ·  1305 ·  1306 ·  1307 ·  1308 ·  1309 ·  1310 ·  1311 ·  1312 ·  1313 ·  1314 ·  1315 ·  1316 ·  1317 ·  1318 ·  1319 ·  1320 ·  1321 ·  1322 ·  1323 ·  1324 ·  1325 ·  1326 ·  1327 ·  1328 ·  1329 ·  1330 ·  1331 ·  1332 ·  1333 ·  1334